# Šeovica
Šeovica is een plaats in de gemeente Lipik in de Kroatische provincie Požega-Slavonië. De plaats telt 309 inwoners (2001).